# Movember

Logo von Movember

Movember ist ein aus dem (australisch-)Englischen entlehntes Kofferwort aus dem Wort moustache (Kurzform mo; deutsch: Schnurrbart) und November, das eine aus Australien stammende Art des Fundraising bezeichnet. Dabei lassen sich jährlich im November Männer Schnurrbärte wachsen, um während des Monats Spenden zugunsten der Erforschung und Vorbeugung von Prostatakrebs und andere Gesundheitsprobleme von Männern zu sammeln. Alternativ oder zusätzlich können Teilnehmer auch 60 km gehen oder joggen (Move-mber) oder Veranstaltungen zur Männergesundheit und Spendensammeln, sogenannte „Mo-mente“ organisieren.
„Movember“ ist als Stiftung organisiert, die in derzeit (2012 und 2013) 21 Ländern die Aktion koordiniert und Spenden an nationale Forschungseinrichtungen weiterleitet. 2008 nahmen mehr als 170.000 Männer an „Movember“ teil und sammelten Spenden in Höhe von knapp 15 Mio. $A. Etwa zwei Drittel der Teilnehmer und Spenden kamen aus Australien.

## Geschichte
„Movember“ wurde 2003 von einer Gruppe junger Männer in Adelaide eingeführt. Seit 2004 bzw. 2006 gibt es in Australien und Neuseeland jährliche „Movember“-Veranstaltungen, deren Ziel es ist – neben Spenden – Aufmerksamkeit auf die Gesundheit von Männern zu lenken. Primär geht es dabei um die Vorbeugung und bessere Behandlung von Prostatakrebs und Hodenkrebs. Doch auch die Erforschung von Depressionen und der Bipolaren Störung werden gefördert, da beide Krankheiten bei Männern weit verbreitet sind, jedoch unterdiagnostiziert sind und nie oder zu spät behandelt werden. Dafür werden Spenden gesammelt, die über nationale Organisationen der Forschung zugutekommen.
Teilnehmer registrieren sich auf der Website von „Movember“, um dann am 1. November glattrasiert zu beginnen. Bis Ende des Monats November lässt sich der Teilnehmer einen Schnurrbart wachsen, dabei sind verschiedene Bartformen zulässig. Während dieser Zeit können Freunde und Bekannte des Teilnehmers in dessen Namen Geld an Movember spenden. Teilnehmer können Teams bilden – zum Beispiel innerhalb von Unternehmen – und auf spielerische Weise in den Wettstreit um die höchste eingeworbene Spendensumme treten. Dass ein Schnauzbart von den meisten Menschen während der frühen Wachstumsphase als eher unansehnlich empfunden wird, kommt dem Zweck entgegen: Wenn ein Teilnehmer auf seinen schütteren Bart angesprochen wird, kann er auf seine Teilnahme an Movember verweisen, und so weitere Spenden einwerben. Am Ende des Monats November findet dann eine Gala-Veranstaltung statt, bei der die Teilnehmer und Teams mit der höchsten Spendensumme geehrt werden, und daneben auch der schönste 30-Tagesbart gekürt wird.
In Australien nahmen die Teilnehmerzahlen und Spenden seit der ersten Durchführung von „Movember“ kontinuierlich zu. Wurden 2004 – im ersten Jahr der Durchführung in Australien – noch 55.000 $A gespendet, waren es 2005 schon 1,2 Mio. $A, 2006 dann 7,5 Mio. $A, und 2007 schließlich 16,2 Mio. $A. 2008 nahm Tim Mathieson, Lebensgefährte der australischen Vizepremierministerin Julia Gillard und einer von sechs „Men's Health Ambassadors“ in Australien (Übersetzt „Gesundheitsbotschafter für Männer“), selbst an „Movember“ teil, indem er Pressekonferenzen mit sich entwickelndem Bart gab, bei denen er über die Wichtigkeit von Vorbeugung im Umgang mit Prostatakrebs sprach.
Seit dem Start im Jahr 2003 registrierten sich weltweit insgesamt fünf Millionen Teilnehmer auf movember.com. Gemeinsam sammelten sie Spenden in Höhe von mehr als 485 Millionen Euro.

## Verbreitung
Neuseeland war zwei Jahre nach dem ursprünglichen Beginn das erste Land außerhalb Australiens, in dem „Movember“ durchgeführt wurde. 2006 – im ersten Jahr der Durchführung in Neuseeland – wurden von ca. 10.000 Teilnehmern 830.000 NZ$ gespendet, 2007 waren es dann ca. 26.000 Teilnehmer und 2,1 Mio. NZ$. Während die in Neuseeland gesammelten Spenden 2006 und 2007 von Movember Inc. an die Prostate Cancer Foundation of New Zealand (PCFNZ) weitergegeben wurden, kam es im Juni 2008 zum Zerwürfnis zwischen Movember Inc. und der PCFNZ: Nachdem die PCFNZ auf die Forderung von Movember Inc. nach einer zügigen und kontrollierten Ausgabe der Spendengelder für Forschungs- und Aufklärungszwecke nicht eingehen wollte, suchte Movember Inc. sich neue Partner. Seitdem werden in Neuseeland durch Movember Inc. die Mental Health Foundation of New Zealand sowie die Cancer Society New Zealand unterstützt. Die Mental Health Foundation führt damit das Projekt „Out of the Blue“ durch, welches Ressourcen für Männer bereitstellen soll, die an Depressionen leiden. Die Cancer Society verwendet die Spenden für die Erforschung von Prostatakrebs, und für die Unterstützung von davon betroffenen Patienten.
Seit 2007 beteiligen sich auch Menschen in Kanada an „Movember“, wo die Spenden an die Prostate Cancer Research Foundation of Canada gehen. 2007 wurden durch „Movember“ in Kanada für diesen Zweck mehr als eine halbe Million CAD gespendet. Auch in den USA fand „Movember“ erstmals 2007 statt. Dabei wurden mehr als 700.000 USD an die Prostate Cancer Foundation gespendet.
In Großbritannien fand „Movember“ 2007 erstmals statt, dabei wurden von den Teilnehmern mehr als eine Million £ an die „Prostate Cancer Charity“ gespendet. 2008 riefen eine Reihe von großen Anwaltskanzleien in London ihre Mitarbeiter dazu auf, an „Movember“ teilzunehmen. Die meisten Spenden (60.000 £) wurden durch Linklaters-Mitarbeiter eingebracht.
In Spanien war die Fundación para la Educación Pública y la Formación en Cáncer Nutznießer von „Movember“.
2008 fand die Aktion auch in Irland statt. Dazu ließen sich unter anderem alle Schauspieler der Serie The Panel auf RTÉ One in der November-Episode einen Bart wachsen. Die Spenden in Irland sollen der Irish Cancer Society zugutekommen.
In den USA ließen sich einige Profisportler der National Football League als Zeichen der Unterstützung einen Schnurrbart wachsen. Auch Basketballprofis der National Basketball Association, darunter mehrere Spieler der Los Angeles Clippers sowie der neuseeländische Center Steven Adams und der australische Center Andrew Bogut ließen sich Schnurrbärte wachsen, um auf die Aktion aufmerksam zu machen.
In Deutschland wird die Aktion offiziell seit 2012 durchgeführt. Da die Organisation keinen eigenen Körperschaftssitz in Deutschland hat, wird die Aktion in Deutschland von der australischen Movember Foundation in Zusammenarbeit mit einem lokalen Partner durchgeführt. 2012 und 2013 war der Partner der Bundesverband Prostatakrebs Selbsthilfe e. V. Dieser Verein stellt Spendenbescheinigungen aus und entscheidet zusammen mit Movember über die Verwendung der Spendengelder.
In Deutschland ist der Movember seit einigen Jahren unter den Profis der deutschen Eishockeyligen verbreitet. Hier sammeln die Clubs regelmäßig im November Spenden für die Movember Organisation. Des Weiteren erregten die Bundesligaspieler Dominic Maroh vom 1. FC Köln sowie Roman Neustädter von Schalke 04 im November 2013 erhebliches Aufsehen, da in der Bundesliga seit den späten 1980ern Schnauzbärte eher selten gesichtet wurden. Maroh und Neustädter verhalfen mit ihrer Popularität auch der deutschen Movemberbewegung zu mehr Aufsehen. Auch bei den Handballprofis aus der Handball-Bundesliga und bei Rubgyspielern ist der Movember seit einigen Jahren populär und weit verbreitet.